# Dobroszyce (gromada)
Dobroszyce – dawna gromada, czyli najmniejsza jednostka podziału terytorialnego Polskiej Rzeczypospolitej Ludowej w latach 1954–1972.
Gromady, z gromadzkimi radami narodowymi (GRN) jako organami władzy najniższego stopnia na wsi, funkcjonowały od reformy reorganizującej administrację wiejską przeprowadzonej jesienią 1954 do momentu ich zniesienia z dniem 1 stycznia 1973, tym samym wypierając organizację gminną w latach 1954–1972.
Gromadę Dobroszyce z siedzibą GRN w Dobroszycach utworzono – jako jedną z 8759 gromad na obszarze Polski – w powiecie oleśnickim w woj. wrocławskim, na mocy uchwały nr 23/54 WRN we Wrocławiu z dnia 2 października 1954. W skład jednostki weszły obszary dotychczasowych gromad Dobroszyce, Nowosiedlice, Nowica, Siekierowice i Strzelce ze zniesionej gminy Dobroszyce w tymże powiecie. Dla gromady ustalono 27 członków gromadzkiej rady narodowej. 
31 grudnia 1961 do gromady Dobroszyce włączono wieś Dąbrowa ze zniesionej gromady Rataje w powiecie oleśnickim oraz wsie Łuczyna, Sadków i Mękarzowice ze zniesionej gromady Łuczyna w powiecie trzebnickim w tymże województwie.
1 stycznia 1972 do gromady Dobroszyce włączono wsie Miodary i Boguszyce z gromady Cieśle oraz wsie Dobra, Dobrzeń i Jenkowice ze zniesionej gromady Dobra – w tymże powiecie.
Gromada przetrwała do końca 1972 roku, czyli do kolejnej reformy gminnej. 1 stycznia 1973 w powiecie oleśnickim reaktywowano zniesioną w 1954 roku gminę Dobroszyce,